# Harold Wethey
Harold Edwin Wethey (Port Byron, 1902 – Ann Arbor, 22 de septiembre de 1984) fue un destacado historiador del arte, especialista en la vida y obra del Greco.
Fue profesor en la Universidad de Washington y en la Universidad de Harvard, donde recibió su doctorado. En la Universidad de Míchigan fue nombrado consejero del departamento de bellas artes.
Entre sus más destacados trabajos académicos se encuentran Colonial Architecture and Sculpture in Peru, El Greco and His School (dos volúmenes), Alonso Cano: a study of the 17th century Spanish painter y tres volúmenes sobre Tiziano. También contribuyó con tres artículos a la Enciclopedia Británica: «El Greco», «Tiziano» e «Historia de la arquitectura occidental».
Como estudioso del Greco, publicó en el año 1962 El Greco and His School, obra que tuvo un gran impacto en los círculos académicos de todo el mundo. También contribuyó a crear un amplio catálogo razonado de obras del pintor, que años después ampliaría José Álvarez Lopera.